# Іш-Йок'ін
Іш-Йок'ін (або Іш-Уун-К'ін) (3 вересня 504 — бл. 534) — цариця Мутуля у 511—534 роках.

## Життєпис
Походила з Теотіуканської династії. Донька ахава Чак-Ток-Іч'аахка III та принцеси з царство Йокель. Народилася в день 9.3.9.13.3, 8 Ак'баль 11 Моль (3 вересня 504 року). Була заручена дитиною у віці трьох років з впливовим військовиком Балам-Мамом. Після раптової смерті або загибелі батька у 508 році стала претенденткою на мутульський трон, чин скористалися родичі та знать. Після тривалої боротьби стає царицею лише у 511 році. В день 9.3.16.8.4, 11 К'ан 17 Поп (21 квітня 511 року) відбулася її інтронізація. Тоді ж виходить заміж за Балам-Мама, що прийняв ім'я Калоомте'-Балам, ставши фактичних правителем держави.
Подібно царям-чоловікам здійснювала календарні обряди і встановлювала монументи: датована 514 роком стела 6 і споруджена в 527 році стела 12 є її пам'ятниками. Іш-Йок'ін і Каломте'-Бахлуй в день 9.4.0.0.0, 13 Ахав 18 Яш (18 жовтня 514 року) освятили першу версію «Храму VI». В день 9.4.13.0.0, 13 Ахав 13 Яшк'ін (11 серпня 527 року) провела ювілейну церемонію, на честь закінчення 13-річчя.
Уся політика цариці та її чоловіка-співволодаря були спрямовані на збережені територій, підкорених попередниками. Водночас завдяки успішним військовим діям наприкінці 520-х років вдалося змусити царство з городищем в Тамаріндіто визнати свою зверхність.
Останньою згадкою про Іш-Йок'ін є керування в день 9.5.0.0.0, 11 Ахав 18 Сек (5 липня 534 року) ювілейною церемонією в Тамаріндіто. Невдовзі після цього вона або загинула у внутрішніх чварах або померла.